# Robert Lamm

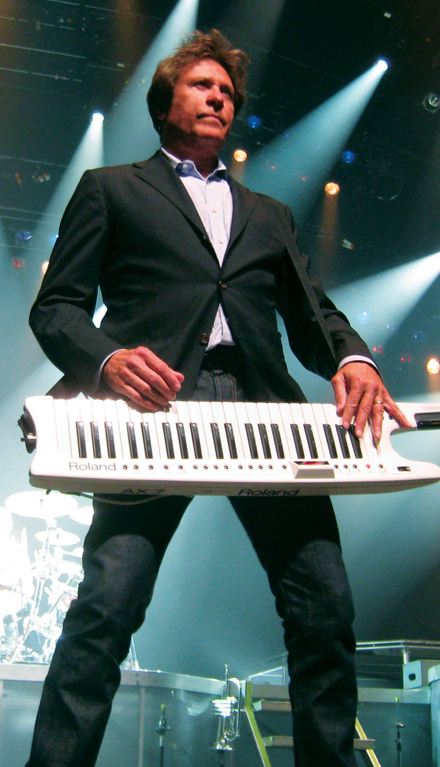
Robert Lamm in 2013 met synthesizergitaar

Robert William Lamm (Brooklyn (New York), 13 oktober 1944) is een Amerikaans toetsenist en zanger. Alhoewel Robert Lamm een aantal albums op eigen naam uitbracht, dankt hij zijn bekendheid voornamelijk aan de band Chicago. Met name in de succesperiode in de Verenigde Staten schreef Lamm (mee) aan bekende hits aldaar, zoals Does anybody really know what time it is?, Saturday in the Park (4th of July) en 25 or 6 to 4.

## Biografie
Lamm verhuisde naar de stad Chicago toen hij vijftien jaar oud was. Zijn muzikale basis werd gelegd door de elpees van zijn ouders, waarop jazz te horen was. Zoals zoveel popmusici kreeg hij zijn eerste “podium”ervaring als zanger in een kerkkoor. Hij zong in het koor van de Grace Episcopal Church, Brooklyn Heights, New York.  Een andere zanger in dat koor was de Amerikaanse cultmusicus Harry Chapin. Dat Lamm zijn loopbaan in de muziek zou hebben stond toen nog niet vast. Hij studeerde andere kunsten (tekenen en schilderen) voordat hij aan de Roosevelt University te Chicago in de ban raakte van muziek. In 1967 was hij een van de medeoprichters van Chicago, de band waarin hij tot op heden speelt.
In de lange periodes dat Chicago niet actief is nam hij soloalbums op, maar ook een album met twee andere collegae uit de popmuziek. Van 1992 tot 1998 waren Lamm, Carl Wilson van The Beach Boys en Gerry Beckley (ex America) bezig met het album Like a brother dat voor Wilson postuum werd uitgegeven. Af en toe doceert Lamm aan universiteiten en dan met name op de onderwerpen productie en het schrijven van liedjes.

## Persoonlijk leven
Lamm is viermaal getrouwd:
- 1971 met Barbara Karebn Perk (scheiding 1972)
- 1976 met model en actrice Julie Ann Nini (scheiding 1981) waaruit een dochter
- 1985 met actrice Alex Donnelley (scheiding 1991) waaruit een dochter en zoon
- 1991 met kunstenares Joy Elizabeth Kopko.

## Discografie
- zie Chicago
- 1974: Skinny boy
- 1995: Life is good in my neighborhood
- 1999: In my head
- 2000: Like a Brother met Beckley en Wilson'
- 2003: Subtlety and passion
- 2004: Too many voices (heruitgave van  "In my head")
- 2005: Leap of faith - Live in New Zealand
- 2006: Life is good in my neighborhood 2.0 (heruitgave)
- 2006: Skinny Boy 2.0 (heruitgave)
- 2008: The Bossa Project
- 2012: Living proof
- 2012: Robert Lamm Songs: The JVE Remixes

- Bibliothèque nationale de France: cb13801372w (data)
- Gemeinsame Normdatei: 134622294
- International Standard Name Identifier: 0000 0000 7838 4236
- Library of Congress Control Number: n93039259
- MusicBrainz: 969e9ede-5690-4773-9033-b355620d8dfc
- Nationale Bibliotheek van Tsjechië: xx0202803
- SNAC: w6dp9ts3
- Virtual International Authority File: 49406609
- WorldCat: E39PBJwX89V7fd8GRpf4FwdG73